# Krzywizna Gaussa

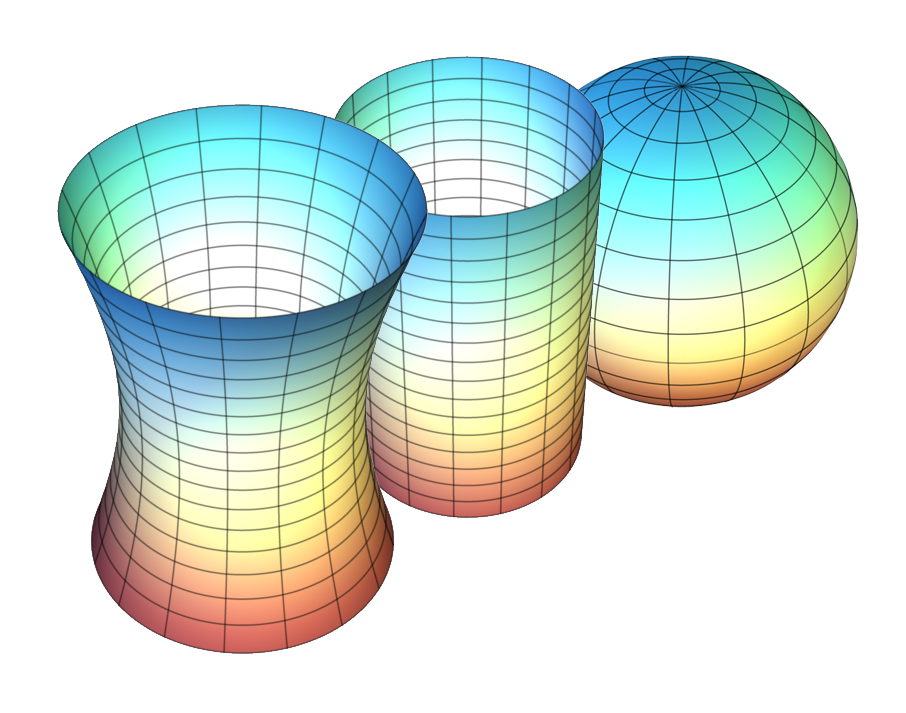
Trzy powierzchnie o różnej krzywiźnie Gaussa – od lewej do prawej: hiperboloida (ujemna krzywizna Gaussa), walec (zerowa krzywizna Gaussa) oraz sfera (dodatnia krzywizna Gaussa).

Krzywizna Gaussa jest miarą zakrzywienia powierzchni {\displaystyle M\subset \mathbb {R} ^{3}} w punkcie {\displaystyle x\in \mathbb {R} ^{3}.}

## Definicja
Krzywizną Gaussa powierzchni {\displaystyle M\subset \mathbb {R} ^{3}} w punkcie {\displaystyle x\in \mathbb {R} ^{3}} nazywamy liczbę {\displaystyle \mathrm {K} } równą {\displaystyle \mathrm {K} =\kappa _{1}\kappa _{2},} gdzie {\displaystyle \kappa _{i}} są krzywiznami głównymi rozważanej powierzchni {\displaystyle M} w punkcie {\displaystyle x.}
Krzywizna Gaussa może być wyliczona jako iloraz wyznaczników pierwszej i drugiej formy podstawowej powierzchni: {\displaystyle \mathrm {K} ={\frac {\det(II)}{\det(I)}}.}
Może być również wyliczona za pomocą symboli Christoffela:
{\displaystyle \mathrm {K} =-{\frac {1}{E}}\left({\frac {\partial }{\partial u}}\Gamma _{12}^{2}-{\frac {\partial }{\partial v}}\Gamma _{11}^{2}+\Gamma _{12}^{1}\Gamma _{11}^{2}-\Gamma _{11}^{1}\Gamma _{12}^{2}+\Gamma _{12}^{2}\Gamma _{12}^{2}-\Gamma _{11}^{2}\Gamma _{22}^{2}\right)}

## Twierdzenia
- Theorema Egregium: Krzywizna Gaussa jest niezmiennikiem lokalnych izometrii.
- Twierdzenie Gaussa-Bonneta: Całkowita krzywizna Gaussa {\displaystyle \int _{M}\mathrm {K} dS} zwartej powierzchni bez brzegu jest równa charakterystyce Eulera powierzchni pomnożonej przez {\displaystyle 2\pi .}